# Àcid domoic
L'àcid domoic és una toxina natural produïda per diverses algues microscòpiques, especialment espècies de la diatomea Pseudo-nitzschia. Està associada a l'aparició de flors d'aigua ("blooms algals"). Alguns organismes com bivalves o crancs, ingereixen aquestes algues i concentren la toxina als seus cossos. El consum de mol·luscs o crancs contaminats pot causar un enverinament en éssers humans anomenat intoxicació amnèsica per marisc (ASP, Amnesic Shellfish Poisoning).

## Distribució
L'àcid domoic va ser aïllat per primera vegada al Japó l'any 1958, a partir d'una alga roja anomenada "doumoi" o "hanayanagi" (Chondria armata). Aquesta alga es fa servir al Japó com a anthelmíntic.
L'àcid domoic és produït també per les algues diatomees del gènere Pseudo-nitzschia.

## Toxicologia
El compost es pot bioacumular als organismes marins que s'alimenten de fitoplàncton, com bivalves, seitons i sardines. La toxina no és bioacumulada en el sentit clàssic del terme, ja que és ràpidament excretada pels organismes que la ingereixen; això no obstant, sí que s'acumula en gran concentració als consumidors secundaris que viuen en zones on la mateixa diatomea es troba en proporcions elevades (les formes clàssiques de bioacumulació es produeixen als teixits rics en greixos que acumulen toxines al llarg de la vida de l'organisme que, com més vell esdevé, en presenta una major concentració).
Als mamífers, incloent-hi els éssers humans, l'àcid domoic actua com a neurotòxic i causa pèrdues de memòria a curt termini, dany cerebral i, en alguns casos, mort. Als mamífers marins causa convulsions i tremolors. Recentment s'estan duent a terme diverses recerques científiques relacionades amb l'associació de les marees roges, l'acid domoic i l'aparició de dany neurològic a mamífers marins de la costa del Pacífic.
Al cervell, l'acid domoic danya especialment l'hipocamp (relacionat amb la memòria) i el nucli de l'amígdala. El dany neuronal està relacionat amb l'activació dels receptors AMPA i del kainat, el que origina una entrada d'ions de calci. Tot i que el flux de calci cap a l'interior de les neurones és un procés normal, un increment incontrolat provoca la degeneració cel·lular.